# Campeonato de Fútbol de Costa Rica 1926
La temporada 1926 de la Liga Nacional fue la 6.ª edición de la máxima categoría del sistema de Ligas costarricenses de fútbol. Se disputó entre junio y diciembre de 1926.
Inició con normalidad, pero de nuevo se presentaron problemas con algunos de los cuadros participantes ya que no todos llegaron hasta el final. Los equipos solo se inscribían para el certamen nacional y no tenían como requisito ganar la categoría inferior para llegar a la máxima división, por lo que como novedades se dieron las incorporaciones de Independencia de Tibás, Moravia y Once Tigres.
La falta de compromiso de los planteles hicieron que equipos como Herediano e Independencia se retiraran del torneo; en el caso de los rojiamarillos su situación no fue del todo un retiro en el sentido de que al igual que en 1923 solicitaron un permiso para presentarse a los partidos pero no jugarlos, es decir, aunque sí iniciaron jugando en la cancha algunos encuentros, más de la mitad de la primera vuelta y toda la segunda lo que hicieron fue presentarse al campo de juego pero no jugaban el partido señalado y de esa forma simplemente se le otorgaban los puntos al equipo rival, así que aunque el Herediano casi no jugó en el torneo, sí participó en él.
El caso del Independencia, los tibaseños se retiraron del campeonato habiendo actuado únicamente en cuatro partidos, al igual que en torneos pasados se decidió que los puntos y goles que hubieran registrado no contaran y los puntos y goles que sus rivales hubieran ganado frente a ellos tampoco contabilizaran.
El certamen finalmente lo ganaría apretadamente el cuadro josefino de La Libertad con 21 puntos mientras que el Alajuelense y el Cartaginés finalizaron con 16 unidades; con el nuevo título, los libertos, se adjudicaron su primer bicampeonato y lograron igualar el récord de lograr dos títulos al hilo, hazaña que hasta ese momento solo había podido lograr el equipo florense.

## Sistema de competición
La competición constó de un grupo único integrado por siete clubes —inicialmente de ocho—. Siguiendo un sistema de liga, los siete equipos se enfrentaron todos contra todos en dos ocasiones sumando un total de 12 jornadas. La clasificación final se estableció con arreglo a los puntos obtenidos por los equipos en cada enfrentamiento, a razón de dos por partido ganado, uno por empatado y ninguno en caso de derrota.

## Clubes participantes
Siete equipos tomaron parte de la temporada de la Liga Nacional de Fútbol. Independencia de Tibás se retiró luego de disputar 4 partidos.
| Equipo              | Ciudad   | Estadio  |
| ------------------- | -------- | -------- |
| Alajuelense         | Alajuela | Nacional |
| Cartaginés          | Cartago  | Nacional |
| Gimnástica Española | San José | Nacional |
| Herediano           | Heredia  | Nacional |
| La Libertad         | San José | Nacional |
| Moravia             | San José | Nacional |
| Once Tigres         | Cartago  | Nacional |

## Desarrollo

### Clasificación
| Pos. | Equipo              | Pts. | PJ | G  | E | P  | GF | GC | Dif. | Notas |
| ---- | ------------------- | ---- | -- | -- | - | -- | -- | -- | ---- | ----- |
| 1    | C. S. La Libertad   | 21   | 12 | 10 | 1 | 1  | 61 | 12 | +49  |       |
| 2    | L. D. Alajuelense   | 16   | 12 | 6  | 4 | 2  | 32 | 16 | +16  |       |
| 3    | C. S. Cartaginés    | 16   | 12 | 7  | 2 | 3  | 30 | 18 | +12  |       |
| 4    | Gimnástica Española | 13   | 12 | 6  | 1 | 5  | 22 | 38 | −16  |       |
| 5    | A. D. Once Tigres   | 9    | 12 | 4  | 1 | 7  | 25 | 42 | −17  |       |
| 6    | U. D. Moravia       | 7    | 12 | 3  | 1 | 8  | 12 | 46 | −34  |       |
| 7    | C. S. Herediano     | 2    | 12 | 1  | 0 | 11 | 7  | 17 | −10  |       |

 Fuente: RSSSF
Criterios de clasificación: Puntos · Diferencia de goles · Goles a favor
|                                      |
|                                      |
| Campeón C. S. La Libertad 2.º título |

## Estadísticas

### Plantilla del campeón
La nómina completa de la temporada 1926 de La Libertad que se proclamó campeón por segunda vez en su historia.
1. Abel Gutiérrez
2. Arnulfo Zeledón
3. Arturo Aymerich
4. Belisario Muñoz
5. Gerardo Picado
6. Gonzalo Sánchez
7. Ignacio Mora
8. José Vega
9. Juan Fonseca
10. Juan Gobán
11. Leo Greenwood
12. Luis Montero
13. Manuel Rodríguez
14. Miguel Jiménez
15. Miguel Montero
16. Miguel Ulloa
17. Pedro Quirce
18. Rafael Bermúdez
19. Rafael Madrigal
20. Ricardo Bermúdez
21. Rodolfo Peralta
22. Salvador Tabash

### Otros datos
- Máximo goleador: Rafael Madrigal con 18 goles (C. S. La Libertad)[3]
- Total de goles marcados: 189